# Jakobiner

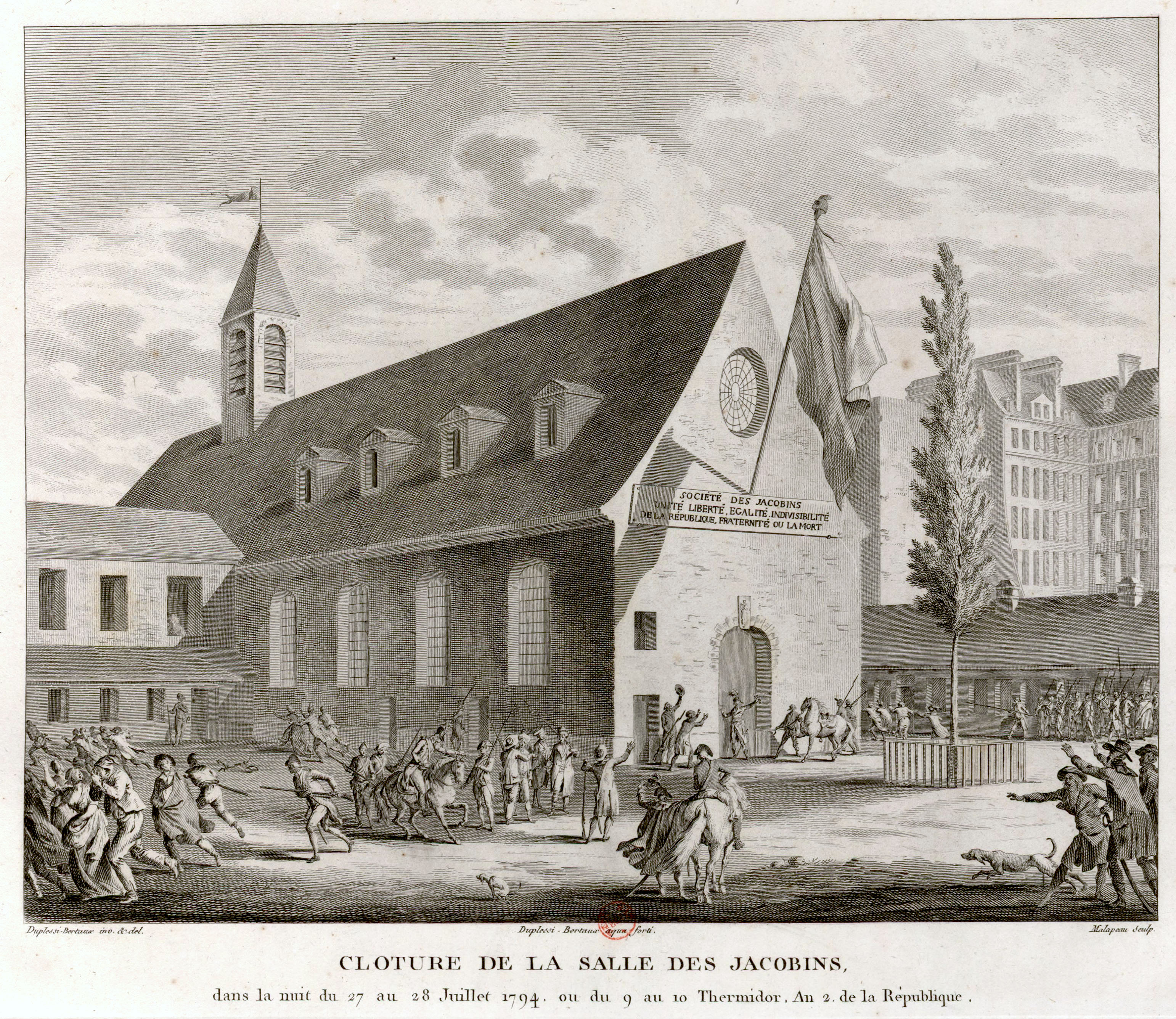
Schließung des Jakobinerklubs in der Nacht vom 27. auf den 28. Juli 1794, zeitgenössischer Kupferstich

Die Jakobiner (franz: les Jacobins) waren im formellen Sinn die Mitglieder eines politischen Klubs während der Französischen Revolution. Der Name Jakobinerklub bezog sich auf den Versammlungsort, das ehemalige Jakobinerkloster Saint-Honoré in Paris. Historisch bedeutsam ist die inhaltliche Bezeichnung. So wurden in Frankreich ab 1793 die Anhänger Maximilien de Robespierres und Louis Antoine de Saint-Justs als Jakobiner bezeichnet. Der Begriff Jakobiner ist in dieser Hinsicht deckungsgleich mit dem Begriff Robespierristen. Sie strebten eine radikale Umgestaltung der Gesellschaftsordnung an und setzten sich u. a. für die Abschaffung der Monarchie ein. Die Jakobiner fanden ihre Anhänger zum großen Teil in der städtischen Unter- und Mittelschicht.
Im weiteren Sinn werden mit dem Begriff z. T. auch jene Anhänger der Revolution innerhalb und außerhalb Frankreichs bezeichnet, die zwar großmehrheitlich nicht Robespierristen waren, aber auch nach der Hinrichtung König Ludwigs XVI. noch die Revolution befürworteten und eine republikanische Staatsform anstrebten.

## Inhaltliche Positionierung der Jakobiner
Die Jakobiner richteten sich viel konsequenter als andere Revolutionsanhänger an Jean-Jacques Rousseau aus, während sie Voltaire und die Enzyklopädisten geringschätzten. Ihr Ideal war eine einfache, tugendhafte und sittenstrenge Gesellschaft, die durch den Gemeinwillen geleitet wird und auf eine endgültige göttliche Gerechtigkeit vertraut. Sie traten für die Abschaffung der Monarchie, des Feudalismus und der Privilegienherrschaft ein, an deren Stelle Volkssouveränität und Rechtsgleichheit in einer zentralistischen Einheitsrepublik treten sollten. Sie wollten ausgebaute Volksrechte und direktdemokratische Einrichtungen einführen. Die Jakobiner befürworteten die politische Partizipation breiter Volksschichten, also auch der Ungebildeten, der Besitzlosen, der jungen Erwachsenen, der Juden und der Schwarzen, wandten sich aber entschieden gegen jegliche politische Aktivität der Frauen. Sie traten für sozialen Ausgleich und etatistische Maßnahmen ein, betrachteten jedoch den Privatbesitz als Grundrecht und die Einkommens- und Vermögensgleichheit als Illusion.
Die Jakobiner passten ihre politischen Positionen im Verlauf der Revolution teilweise an, bis sie die von ihnen konzipierte Gesellschaftsordnung in der Französischen Verfassung von 1793 festhielten. Diese setzten sie indes nie in Kraft, weil sie es für unverzichtbar hielten, zuerst die Revolution zu Ende zu führen, jegliche Bedrohung der neuen Ordnung zu eliminieren und die Bevölkerung zur Tugendhaftigkeit zu erziehen. Dafür erschien ihnen grundsätzlich jedes Mittel legitim, also auch Gewalt und Schreckensherrschaft.

## Die Jakobiner während der Revolution

### Gründungsphase
Nach der Eröffnung der Generalstände durch König Ludwig XVI. am 5. Mai 1789 kam es in Frankreich und insbesondere in Paris zur Gründung politischer Klubs. Als sich am 17. Juni 1789 die Nationalversammlung konstituierte und drei Tage später schwor, erst dann wieder auseinanderzugehen, wenn sie eine Verfassung geschaffen hätte (Ballhausschwur), bildeten sich ausgehend von den Klubs politische Lager mit unterschiedlichen Auffassungen. In der Zeit von 1789 bis 1799 kann indes nicht von politischen Parteien im heutigen Sinne gesprochen werden. Es handelte sich vielmehr um Debattiervereine, in denen aktuelle gesellschaftspolitische Fragen und Gesetzesprojekte vorbesprochen wurden. Es war auch durchaus üblich, in mehreren Klubs Mitglied zu sein.

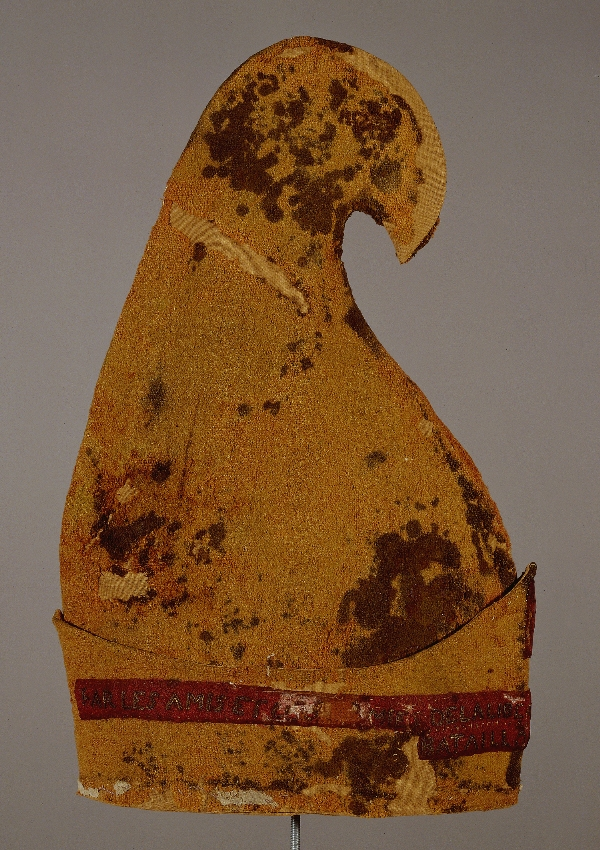
Jakobinermütze (Heeresgeschichtliches Museum, Wien)

Der Jakobinerklub wurde ursprünglich am 30. April 1789 als Bretonischer Klub gegründet. Dieser stellte seine Aktivitäten im August 1789 ein, da keine Einigung über das Vetorecht des Königs zustande kam. Nach einer Anregung von Sieyès im Oktober gründete Claude-Christophe Gourdan im Dezember des Jahres unter dem Namen Gesellschaft der Freunde der Verfassung den Klub neu. Als Versammlungsort bestimmte er die ehemalige Bücherei des Jakobinerklosters in Paris.
Eine ähnliche Entstehungsgeschichte wie der Jakobinerklub hatte der Club des Cordeliers, der sich auch aus Mitgliedern des Bretonischen Klubs rekrutierte. Die Corderliers machten sich schon ab dem 27. April 1790 für eine Republik stark. Viele Cordeliers standen links der Jakobiner, andere vertraten fast identische Positionen. Zusammen bildeten diese beiden Klubs die sogenannte Bergpartei, eine Bezeichnung, die sich aus der Sitzordnung im Parlament ergab und die radikaleren Abgeordneten umfasste.
Der Jakobinerklub war straffer organisiert als andere politische Vereine und baute bald ein Netz von Filialgesellschaften in den Provinzen auf. So konnten die Jakobiner auch dort auf die öffentliche Meinung einwirken. Durch Flugblätter, Zeitungsartikel und einnehmende Reden beeinflussten sie die Haltung breiter Bevölkerungskreise und fanden vor allem Anhänger unter den Arbeitern und Kleinbürgern, insbesondere den Pariser Sansculottes. Die Jakobiner gewannen auch Unterstützer in anderen Bevölkerungsschichten, insbesondere bei Leuten, die von ihrer Politik profitierten. So begünstigte die auch von den Jakobinern vorangetriebene Enteignung von Kirchen- und Emigrantenbesitz die Käufer dieser sogenannten Nationalgüter und band sie an das Schicksal der Revolution.

### Jakobinerherrschaft und Abgrenzung zu anderen Gruppierungen
Am 18. Juli 1791, unter dem Eindruck des Massakers auf dem Marsfeld und der Flucht des Königs nach Varennes, spaltete sich ein Großteil der Mitglieder des Jakobinerklubs von der Gesellschaft ab, denen der Diskurs des Klubs zu radikal erschien. In der Nationalversammlung saßen nach der Spaltung nur noch ein knappes Dutzend Mitglieder des verkleinerten Jakobinerklubs, darunter auch Robespierre. Die nach ihrem neuen Sitzungsort Feuillants genannte neue politische Vereinigung befürwortete weiterhin eine konstitutionelle Monarchie und hielt die bisherige Revolution für weitreichend genug. Sie verlor jedoch rasch an politischem Einfluss, während jener der Jakobiner ständig zunahm.
Nach den Feuillants wandten sich die Jakobiner ab Herbst 1792 gegen die Girondisten. Mehrere von ihnen, auch ihr Anführer Jacques Pierre Brissot, waren bis zu ihrem Auschluss im Oktober 1792 Mitglieder des Jakobinerklubs, unterschieden sich aber inhaltlich vom Jakobinismus robespierrscher Prägung. Obwohl auch die Girondisten eine Zentralisierung befürworteten, warfen ihnen die Robespierristen vor, den Föderalismus zu verteidigen, weil sie gegen eine zu starke Dominanz der Hauptstadt eintraten. Paris sei nur eines von 83 Départements, also dürfe seine Bevölkerung auch nur 1/83 des politischen Einflusses ausüben dürfen, meinte etwa der Abgeordnete Marc David Lasource. Die Girondisten verfolgten zudem eine aggressive Aussenpolitik, in der die Jakobiner eine Gefährdung der Revolution sahen. In diesem Zusammenhang machte Robespierre seine berühmte Aussage „Niemand liebt bewaffnete Missionare“. Weiter wandten sich die Girondisten gegen eine zu starke Einschränkung des privatwirtschaftlichen Wettbewerbs – etwa durch Höchstpreise – und befürworteten generell einen moderateren Umbau der Gesellschaft.
1792 erzwangen die Jakobiner gegen den Willen der gemäßigteren Girondisten einen Prozess gegen den König. Unter der Führung von Maximilien de Robespierre errichteten sie ab Sommer 1793 ein Schreckensregime (franz. La Terreur), das hauptsächlich durch Massenhinrichtung politischer Gegner, energische und blutige Unterdrückung von konterrevolutionären Bewegungen in den Provinzen und durch eine Zwangswirtschaft mit Höchstpreisen gekennzeichnet war. Der Terrorherrschaft fielen auch zahlreiche Girondisten zum Opfer, darunter ihre führenden Köpfe, die den Jakobinern als Verräter an der Revolution erschienen.
Im Sommer 1793 ließen die Jakobiner eine von den Ideen Rousseaus beeinflusste Verfassung verabschieden, die die direkte Demokratie stärkte, ein verpflichtendes Staatsziel (das „allgemeine Glück“) festlegte und soziale Rechte (auf Arbeit und Bildung) enthielt. Diese Verfassung wurde aber nicht in Kraft gesetzt, da die Jakobiner die Bedingungen hierfür noch nicht als gegeben erachteten und die Terreur bis zum Sieg über alle Feinde der Republik fortsetzen wollten.
Schließlich wandten sich die Jakobiner auch gegen ihre Gegner zur Linken. Im Herbst 1793 zerschlugen sie die Bewegung der Enragés unter Jacques Roux, die eine Verschärfung der Terreur sowie radikalere Massnahmen gegen die Reichen und Besitzenden gefordert hatte. Im März 1794 folgte dann der Schlag gegen die Hébertisten. Die Revolutionäre um Jacques-René Hébert und Pierre-Gaspard Chaumette hatten viele Anhänger bei den Pariser Sansculottes und hielten die Jakobiner für zu wenig entschlossen. Sie wollten härter gegen Revolutionsgegner vorgehen und verlangten drastischere wirtschaftliche Eingriffe des Staates zugunsten der Unterschicht sowie die Entchristianisierung der französischen Gesellschaft. Robespierre war indes gegen fundamentale Einschränkungen der Wirtschaftsfreiheit und des Privateigentums. Bezüglich der Religionsfrage war er zwar gegen den romtreuen Katholizismus respektierte aber den konstitutionellen Katholizismus in Frankreich und deren Bischöfe und Priester, welche sich der Zivilverfassung des Klerus untergeordnet hatten. Den Atheismus hielt Robespierre für eine gefährliche und gesellschaftsfeindliche Haltung, deren Propagierung die Todesstrafe verdiente. Basierend auf entsprechenden Anklagen und jener der Verschwörung gegen die Republik, ließ der von den Jakobinern kontrollierte Wohlfahrtsausschuss die wichtigsten Vertreter der Hébertisten verhaften und guillotinieren.

Parallel zum Schlag gegen die radikalen Hebertisten gingen die jakobinischen Machthaber gegen die sogenannten Indulgenten vor. Diese Gruppe gemäßigterer Cordeliers, allen voran Georges Danton und Camille Desmoulins, forderte im Gegensatz zu den Hebertisten u. a. ein Ende der Terreur. Obschon es sich um frühere Weggefährten Robespierres handelte, die nach wie vor populär waren, wurden sie vom Revolutionstribunal am 5. April 1794 zum Tode verurteilt und noch am selben Tag hingerichtet. 

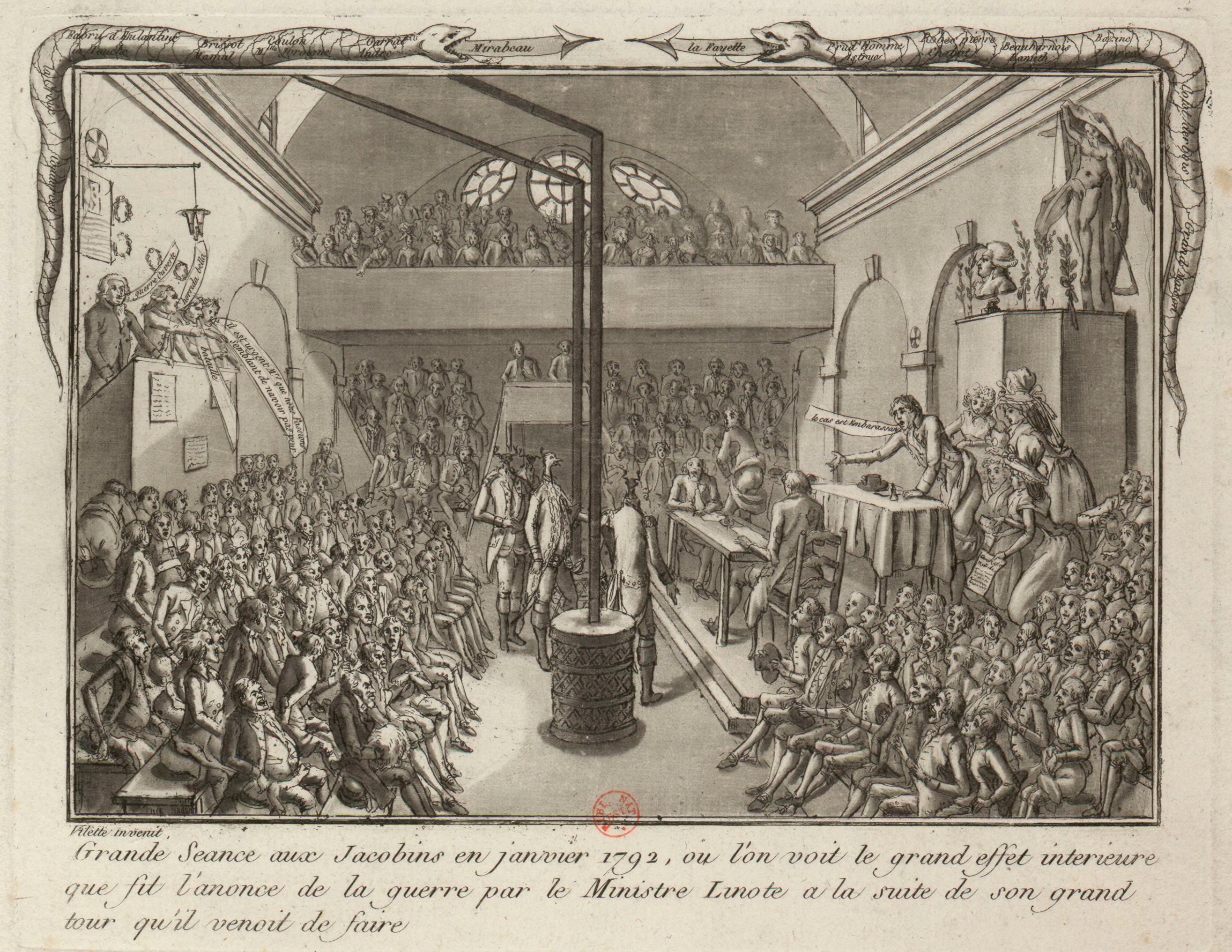
Sitzung im Jakobinerklub (Januar 1792)

### Ende der Jakobinerherrschaft und Schließung des Klubs
Die Zerschlagung verschiedener Gruppierungen zur Rechten und zur Linken wegen zu lascher Haltung bzw. zu exzessivem Vorgehen und die Hinrichtung teils populärer Persönlichkeiten ließen den Rückhalt der Jakobiner unter den Sansculotten schwinden. Die Phase des „Großen Schreckens“ vom 10. Juni bis 27. Juli 1794, als die Angeklagten vor dem Revolutionstribunal keinen Rechtsbeistand mehr erhielten, bei einem Schuldspruch das Strafmaß nur die Guillotine sein konnte und die Zahl der Hingerichteten nochmals stark anstieg, vergrößerte das allgemeine Gefühl der Unsicherheit. Das Zusammenwirken ihrer sich bedroht fühlenden Feinde unterschiedlichster Couleur, später Thermidorianer genannt, führte Ende Juli 1794 zum Sturz und zur Hinrichtung Robespierres, St-Justs und Couthons sowie ihrer engsten Gefolgsleute und damit zum Ende der Jakobinerherrschaft.
Am 27. Juli 1794 nahm Louis Legendre symbolisch den Schlüssel zur Tagungsstätte des Jakobinerklubs an sich. Nach einer Säuberung von allen Robespierristen konnte der Klub kurzfristig erneut tagen. Endgültig schloss der dazu beauftragte Legendre den Klub in Paris dann am 12. November 1794.

### Jakobiner nach 1794
Nach dem Ende des jakobinischen Triumvirats (Robespierre, St. Just und Couthon) verlor die Bezeichnung „Jakobiner“ zunehmend an ideologischer Schärfe. Es gab zwar Revolutionsanhänger, die sich nach wie vor auf Robespierre und den Jakobinismus beriefen, doch wiesen ihre gesellschaftspolitischen Vorstellungen bereits erhebliche Abweichungen zu jenen des Hauptvertreters des Jakobinismus auf. Zudem wurde der Begriff von Revolutionsgegnern oft in polemischer und denunziatorischer Absicht verwendet, um politische Widersacher zu delegitimieren und öffentlich als „Königsmörder“ zu brandmarken.
Im Konvent sammelten sich die Überreste der früheren Bergpartei vorerst im sogenannten Gipfel (La Crête), darunter ehemalige Mitglieder des Jakobinerklubs sowie des Club des Cordeliers. Auch dieser Klub wurde allerdings am 20. Pluviose III (8. Februar 1795) verboten. Trotz der Verfolgung der Jakobiner kamen einige von ihnen, die sich nocht rechtzeitig von Robespierre losgesagt hatten, wieder in Amt und Würden, so etwa Jacques-Alexis Thuriot, der am 7. November 1794 in den Wohlfahrtsausschuss gewählt wurde.
Die Robespierristen konnten indes nicht mehr öffentlich auftreten. In der Folgezeit musste das Direktorium aber mit jakobinischen Aufständen rechnen. So initiierten 1796 ehemalige Jakobiner und Sozialrevolutionäre um François Noël Babeuf die sogenannte Verschwörung der Gleichen mit dem Ziel, das Direktorium zu stürzen und eine Art frühkommunistische Gesellschaft in Frankreich zu etablieren. Der Umsturzversuch scheiterte jedoch ebenso wie der spätere Aufstand des Mitverschwörers Filippo Buonarroti in den oberitalienischen Regionen Piemont und Lombardei. Während Babeuf hingerichtet wurde, kam Buonarroti mit einem Verbannungsurteil davon.
Der Staatsstreich des 18. Fructidor V vom 4. September 1797, der auch als „Jakobinischer Staatsstreich“ bezeichnet wird, führte dazu, dass Neojakobiner wieder mehr Einfluss gewannen und einige Geächtete wieder rehabilitiert wurden. Spätestens nach dem Staatsstreich des 18. Brumaire VIII und der damit verbundenen Machtübernahme Napoleon Bonapartes endete jedoch der politische Einfluss der Jakobiner. Das zeigte sich auch an der Auflösung der Réunion des Amis de la Liberté et de l’Égalité. Diese Verbindung von Neojakobinern hatte sich im Club du Manège gesammelt und einige Bedeutung erlangt. Am 5. Januar 1801 wurden 133 führende Mitglieder verhaftet und die Vereinigung zerschlagen.

## „Jakobiner“ heute
In der französischen politischen Kultur des 20. Jahrhunderts bezeichnet der Begriff des Jakobinismus innerhalb der linken Parteien wie auch bei den Gaullisten eine nationalistische und etatistische Position, sowie moralisierende Tendenzen, Bürger durch Gesetze und Verbote zu einem „ethischen Verhalten“ im Sinne des jeweils aktuellen „Mainstreams“ zu erziehen (statt das „gute Verhalten“ zu belohnen). Damit stehen sie im Gegensatz zu den liberaleren und antiautoritären Strömungen der Linken, die oft als „Deuxième Gauche“ bezeichnet werden.
In- und außerhalb Frankreichs werden als „Jakobiner“ schlicht oft Befürworter eines starken Zentralismus bzw. Personen mit einer links-antiföderalistischen Haltung bezeichnet.

## Jakobiner außerhalb Frankreichs

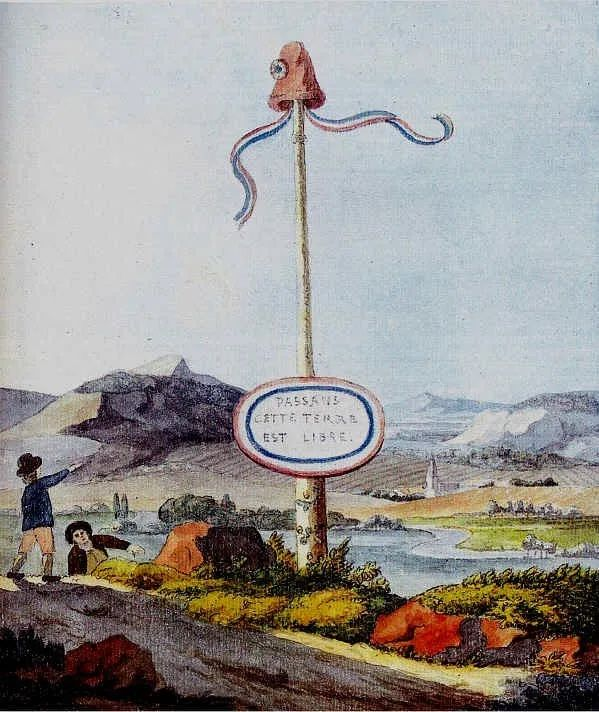
Freiheitsbaum mit Jakobinermütze in der Mosellandschaft an der Grenze zwischen dem Herzogtum Luxemburg und der Französischen Republik mit dem Ort Schengen im Hintergrund; Aquarell über Feder- und Bleistiftzeichnung von J. W. von Goethe (1792). Die Inschrift auf der Tafel lautet: „PASSAN(T)S CETTE TERRE EST LIBRE“ (Vorbeigehende, dieses Land ist frei).

Nach dem Ausbruch der Französischen Revolution bildete sich auch in einigen Nachbarländern Frankreichs revolutionäre Klubs, die ähnliche politische Ziele verfolgten wie die französischen Revolutionäre. Im frankophonen Gebiet, z. B. auf dem Gebiet der heutigen Schweiz, nahmen einige dieser Revolutionsbefürworter Positionen ein, die denen Robespierres ähnelten, so etwa Joseph Antoine Rengguer im Fürstbistum Basel und Jacques Grenus in Genf. Auch auf dem Gebiet des heutigen Deutschlands und Italiens kam es im Umfeld von solchen Klubs zu revolutionären Aktivitäten. Beispiele dafür bieten die Vorgeschichte des italienischen Risorgimento oder die Mainzer Republik. In Mainz war bereits einen Tag nach der Besetzung durch französische Revolutionstruppen im Oktober 1792 die Gesellschaft der Freunde der Freiheit als Klub deutscher Jakobiner gegründet worden, dem u. a. der Naturforscher Georg Forster angehörte. Der Club betrieb in der französischen Tochterrepublik die Gründung des ersten auf demokratischen Grundsätzen beruhenden Staatswesens auf deutschem Boden, das jedoch nur bis zum Sommer 1793 bestand. Nach der Eroberung des revolutionären Mainz durch preußische und österreichische Truppen kam es zur sogenannten Clubistenverfolgung, der viele deutsche Jakobiner zum Opfer fielen.
In Wien wurden 1794 Andreas Freiherr von Riedel und Franz Hebenstreit als „Wiener Jakobiner“ vor Gericht gestellt. Viele Anhänger der Aufklärung aus Beamtenschaft und Armee wurden im Zuge dieses Prozesses eingesperrt oder hingerichtet. Der Kopf des damals hingerichteten republikanischen Offiziers Hebenstreit wurde bis 2012 im Wiener Kriminalmuseum zur Schau gestellt und dann infolge einer Initiative der Wiener Vorlesungen aus der Ausstellung entfernt.
Auch in Köln wurden Revolutionsbefürworter aktiv. Einer von ihnen, Franz Theodor Biergans, gab dort ab 1795 die politische Zeitschrift „Brutus oder der Tyrannenfeind“ heraus.
Allerdings handelte es sich bei all diesen bis heute oft als „Jakobiner“ bezeichneten Personen kaum je um Robespierristen und somit nicht um Jakobiner im engeren Sinn. Auch wenn in den folgenden Jahrzehnten kaum mehr solch „echte“ Jakobiner auftraten, so gab es im 19. und 20. Jahrhundert doch immer wieder Theoretiker, Politiker und Revolutionäre, so etwa Wladimir Iljitsch Lenin, die sich auf bestimmte jakobinische Postulate und Handlungskonzepte stützten und diese im Sinne ihrer eigenen Vorstellungen weiterentwickelten.

## Symbole
Das klassische Symbol der Jakobiner, eher der Bewegung und politischen Richtung als des fest etablierten Klubs, war die Phrygische Mütze, deshalb später auch Jakobinermütze genannt. Dieses Symbol wird heute noch ab und zu von der französischen Sozialistischen Partei bei Parteitagen als Folkloreelement genutzt.

## Vorsitzende der Jakobiner während der Französischen Revolution
- April 1790: Maximilien de Robespierre[11]
- Oktober 1790[12] (nach anderen Angaben ab 30. November 1790[13]): Gabriel de Riqueti, Comte de Mirabeau
- Bis 10. Dezember 1792: Jérôme Pétion de Villeneuve[14]
- Ab 10. Dezember 1792: Georges Danton[14]
- Ab 5. April 1793: Jean Paul Marat[15]
- Ab 7. August 1793: Maximilien de Robespierre[16]
- September/Oktober 1793: Jacques Michel Coupé[17]
- Ende 1793: Antoine François de Fourcroy
- Februar/März 1794: Mathurin Bouin[18]
- Mai 1794: Joseph Fouché